# Federico Pinedo (padre)
Federico Pinedo (Buenos Aires, 19 de agosto de 1855 - íd., 1 de enero de 1929) fue un abogado y político argentino, que ejerció diversos cargos públicos y fue Intendente de Buenos Aires entre 1893 y 1894.

## Biografía
Federico Pinedo nació en Buenos Aires el 19 de agosto de 1855 como hijo de Federico Agustín Pinedo, abogado, Decano y Catedrático de la Facultad de Derecho de la Universidad de Buenos Aires, y Julia Feliciana Rubio. Por parte de su padre, era nieto del general Agustín de Pinedo, ministro de Guerra y Marina de Juan Manuel de Rosas entre 1835 y 1852. Se casó en Buenos Aires, el 1 de abril de 1891 con Magdalena Saavedra, y fueron padres de seis hijos, entre los que se destaca Federico Pinedo.
Pinedo se graduó como Doctor en Jurisprudencia en la Facultad de Derecho de la Universidad de Buenos Aires en el año 1877. Cuando el 9 de diciembre de 1880 se estableció la primera Policía de la Capital Federal, el presidente Julio Argentino Roca nombró como jefe de la misma a su primo Marcos Paz, Pinedo fue nombrado asesor del nuevo jefe. Desde ese cargo se encargo de la dirección del vasto personal en las nuevas necesidades creadas para evitar choques con las autoridades de la provincia de Buenos Aires que todavía conservaban su asiento en la ciudad federalizada. 
Su colaboración para organizar la nueva Policía le valió para ser nombrado en febrero de 1882 como subsecretario de Estado en el Ministerio del Interior cuando asumió la jefatura de tal Ministerio el doctor Bernardo de Irigoyen, puesto que desempeñó por el resto del cargo de Irigoyen hasta mayo de 1885. Desde la subsecretaría de Estado, Pinedo organizó algunas importantes leyes como: la Ley de Organización de los Territorios Nacionales, la Ley de venta de tierra pública, la Ley sobre derechos de poseedores, y la Ley del hogar, que determinaba la concesión de pequeños lotes a los ocupantes efectivos. También colaboró en la ejecución de importantes obras que la Nación realizaba directamente o en aquellas en las que ejercía su legítima intervención, como la canalización del riachuelo de Barracas, los ferrocarriles Central Norte a Santiago del Estero y Catamarca, los ferrocarriles del Pacífico a Mendoza y San Juan, las obras de salubridad de la Capital Federal, entre otras. Renunció a la subsecretaría no obstante el pedido del presidente Roca para que lo acompañase hasta terminar su periodo presidencial porque deseaba tener el derecho de trabajar en política a favor de la candidatura presidencial de Bernardo de Irigoyen. 

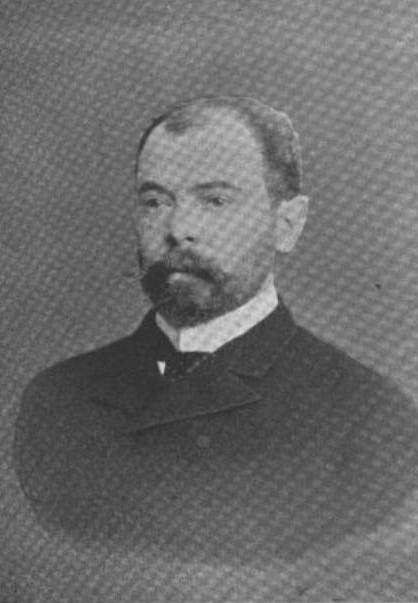
Pinedo en su juventud

Al poco tiempo de la elección presidencial que colocó a Miguel Juárez Celman en la presidencia, Pinedo fijó su residencia en Europa, lugar donde estaba al ser nombrado secretario del canciller Roque Sáenz Peña y delegado argentino ante el Congreso Pan-Americano de Washington. Desempeñada esa comisión volvió a establecerse en París hasta enterarse de los acontecimientos de la Revolución del Parque y la renuncia de Juárez Celman a la presidencia, cuando volvió inmediatamente al país, estableciéndose en La Plata pocas semanas después. En esos momentos, Pinedo aceptó el cargo de ministro de Gobierno de la provincia de Buenos Aires, que se encontraba gobernada por Julio A. Costa, formando un gabinete con Miguel Cané en Hacienda y Luis A. Huergo en Obras Públicas. Pero poco tiempo después renunciaría al cargo luego de una crisis de gobierno. Hacia 1891, el gobierno nacional había puesto en liquidación el Banco Nacional, y con arreglo de la ley dictada al efecto, Pinedo fue nombrado Director del Banco, conjuntamente con Benito Villanueva, por los acreedores del establecimiento; siendo elegido vicepresidente del Directorio cuya presidencia desempeñaba Marco Aurelio Avellaneda por nombramiento del Poder Ejecutivo.
En el mismo año de 1891, Pinedo rechazó un ofrecimiento del presidente Carlos Pellegrini para ocupar el Ministerio de Justicia e Instrucción Pública debido a la amistad que mantenía con el presidente y además por también su relación de amistad con Bernardo de Irigoyen, quien había fundado la Unión Cívica Radical y se encontraba en la oposición al gobierno. 
En junio de 1893, con la asunción de Miguel Cané en el Ministerio del Interior de la presidencia de Luis Sáenz Peña, Pinedo fue nombrado como Intendente de la Capital Federal, siendo confirmado en ese puesto por el Ministerio radical de Lucio V. López y Aristóbulo del Valle, y por el Ministerio cívico-modernista de Manuel Quintana. Durante su gobierno al frente de la Municipalidad de Buenos Aires se inauguró la Avenida de Mayo (el 9 de julio de 1894), se comenzaron las tareas para la apertura al público del Parque Lezama, se ensanchó el Parque 3 de Febrero, dejando terminada la sección de los lagos de Palermo, se mejoraron los hospitales San Roque, Rawson y se se comenzó la construcción de la Casa de Aislamiento (desde 1904, Hospital Dr. Francisco J. Muñiz). También fue abierto el Pabellón Argentino, un gran edificio de hierro y vidrio que había sido construido originalmente para la Exposición Universal de París de 1889, luego desmontado y trasladado por iniciativa del intendente Francisco Seeber hasta Buenos Aires, y rearmado finalmente en la Plaza San Martín. El 20 de agosto de 1894 Pinedo fue reemplazado en la Intendencia de Buenos Aires por Emilio Bunge.
Durante los siguientes años Pinedo se mantuvo en la actividad privada, desempeñándose como abogado en el estudio que había abierto en 1895 junto a sus amigos Carlos Pellegrini y Roque Sáenz Peña. Volvió brevemente a la política en 1897 para apoyar la precandidatura presidencial de Bernardo de Irigoyen para las elecciones del siguiente año, bajo la llamada Política de las paralelas, que finalmente no podría llevarse adelante. En 1902 fue electo diputado nacional por la provincia de Buenos Aires en representación de los Partidos Unidos (unión entre autonomistas nacionales, radicales bernardistas y mitristas acuerdistas) que respondía a Irigoyen y a Marcelino Ugarte por dos años. Durante el año que fue electo al Congreso Nacional se debatía un proyecto de Ley de Divorcio, del que Pinedo era un decidido partidario del mismo y uno de sus sostenedores. En su discurso en apoyó del divorcio, Pinedo exhortaba a la Cámara de Diputados a entrar decididamente en los nuevos tiempos. Finalmente, el proyecto de ley no pudo ser aprobado por tan sólo dos votos. En 1903 Pinedo renunció a seguir participando durante los días de la "Convención de Notables" que debía elegir al sucesor de Roca en la presidencia, luego que la candidatura de Pellegrini quedará oficialmente descartada, por tal motivo Pinedo acompañó a Pellegrini durante la fundación del Partido Autonomista, que se separó oficialmente del PAN que lideraba Roca. En 1904 fue reelecto como diputado nacional por la circunscripción de Chascomús en representación de los Partidos Unidos. 
Renunció a su banca como diputado nacional el 15 de marzo de 1906 tras ser nombrado por el, recién asumido luego del fallecimiento de Manuel Quintana, presidente José Figueroa Alcorta como ministro de Justicia e Instrucción Pública. Como ministro de dicha cartera incentivó la creación de escuelas secundarias femeninas y la fundación de la Universidad Nacional del Litoral. Presentó su renuncia al cargo el 11 de julio de 1907. En 1908 participó de la organización del Partido Conservador de la provincia de Buenos Aires comandada por el gobernador Ignacio Darío Irigoyen.
En octubre de 1909, Pinedo y los sostenedores de la candidatura presidencial de Roque Sáenz Peña se unifican creando un partido político que se dio a conocer como Unión Nacional, y de la que participó como parte de la Junta Ejecutiva del nobel partido, además de ser el presidente de la Comisión de Comercio del mismo. En marzo de 1910, Sáenz Peña fue electo presidente de la Nación y Pinedo fue electo diputado nacional por la Capital Federal. Siendo reelecto en 1914 pero por la provincia de Buenos Aires en representación del Partido Conservador de la provincia de Buenos Aires. 
En 1917, Pinedo se manifestó a favor de romper relaciones diplomáticas con Alemania luego que submarinos alemanes hundieran al barco mercante argentino "Monte Protegido", avasallando la neutralidad argentina en la Primera Guerra Mundial, a pesar de que las empresas más importantes de capital alemán del país eran clientes de su estudio. Esto le trajo a Pinedo y su familia dificultades económicas en los años siguientes. En 1918 su mandato como diputado nacional finalizó y se retiró a la vida privada. Dos años después, su hijo Federico Pinedo (h) era electo diputado nacional por la Capital Federal, en representación del Partido Socialista, por primera vez, a los 24 años de edad. 
Federico Pinedo falleció en Buenos Aires el 1 de enero de 1929, a los 73 años.